# Pfarrkirche Leisach

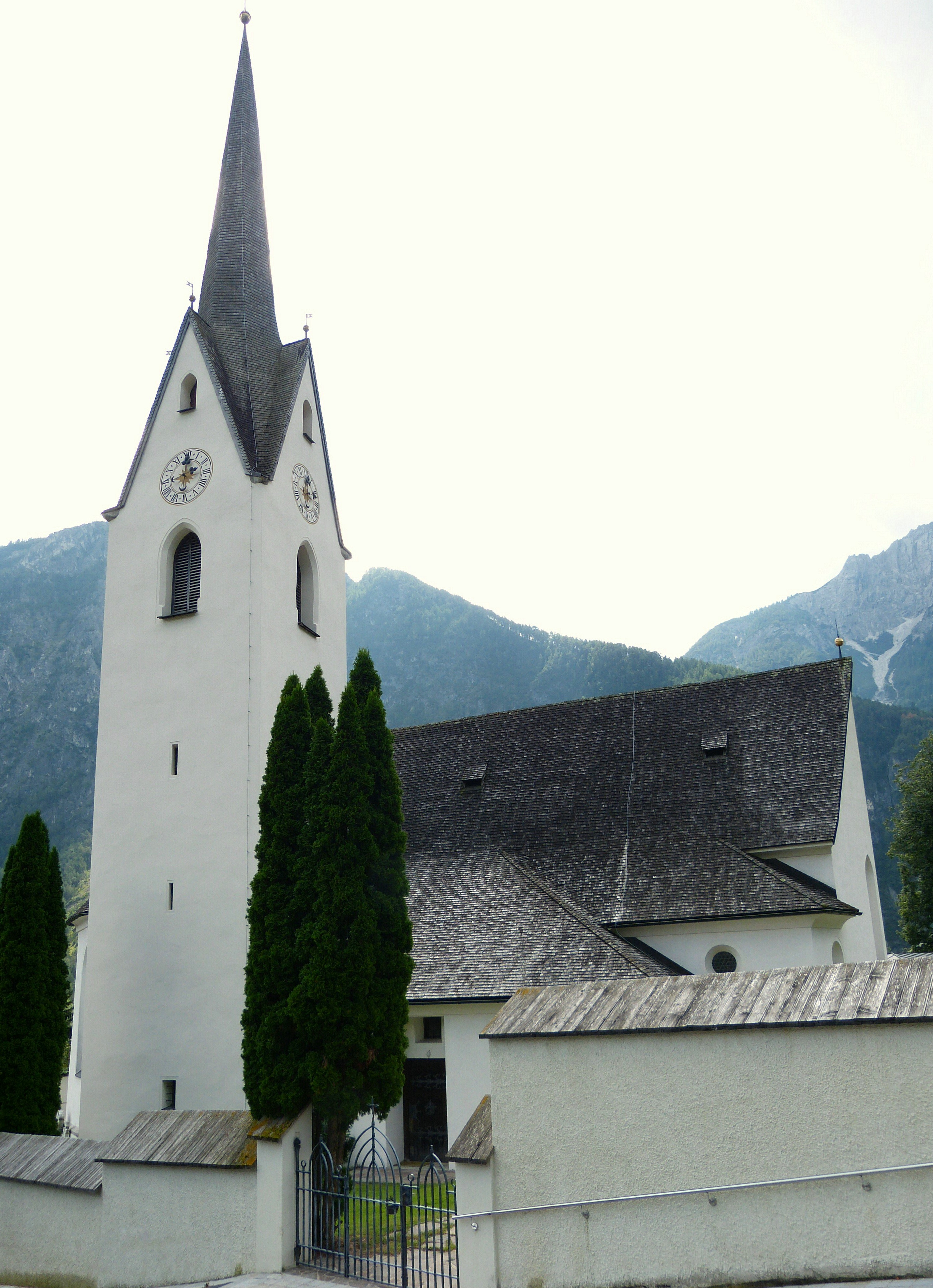
Katholische Pfarrkirche hl. Michael in Leisach

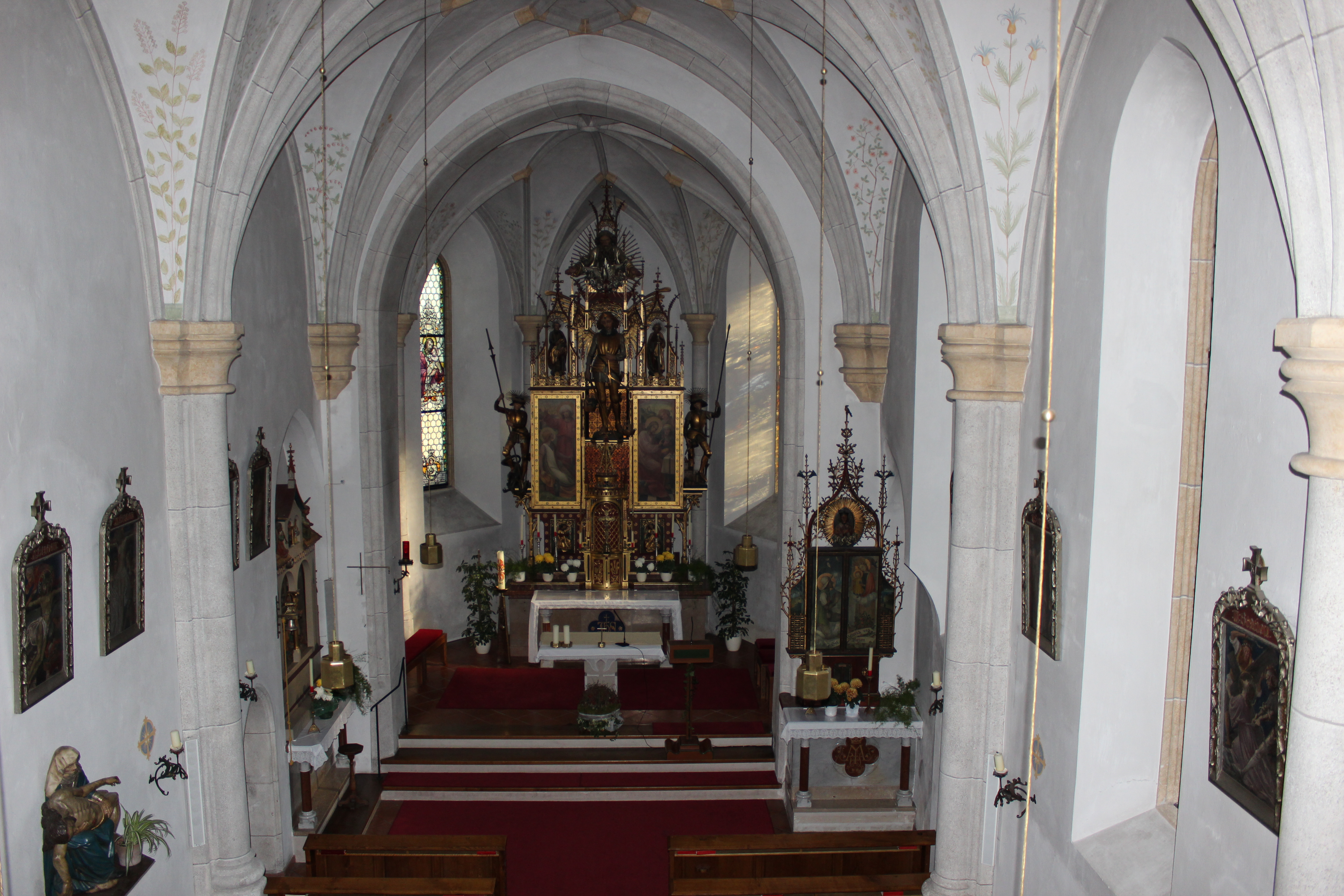
Langhaus, Blick zum Chor

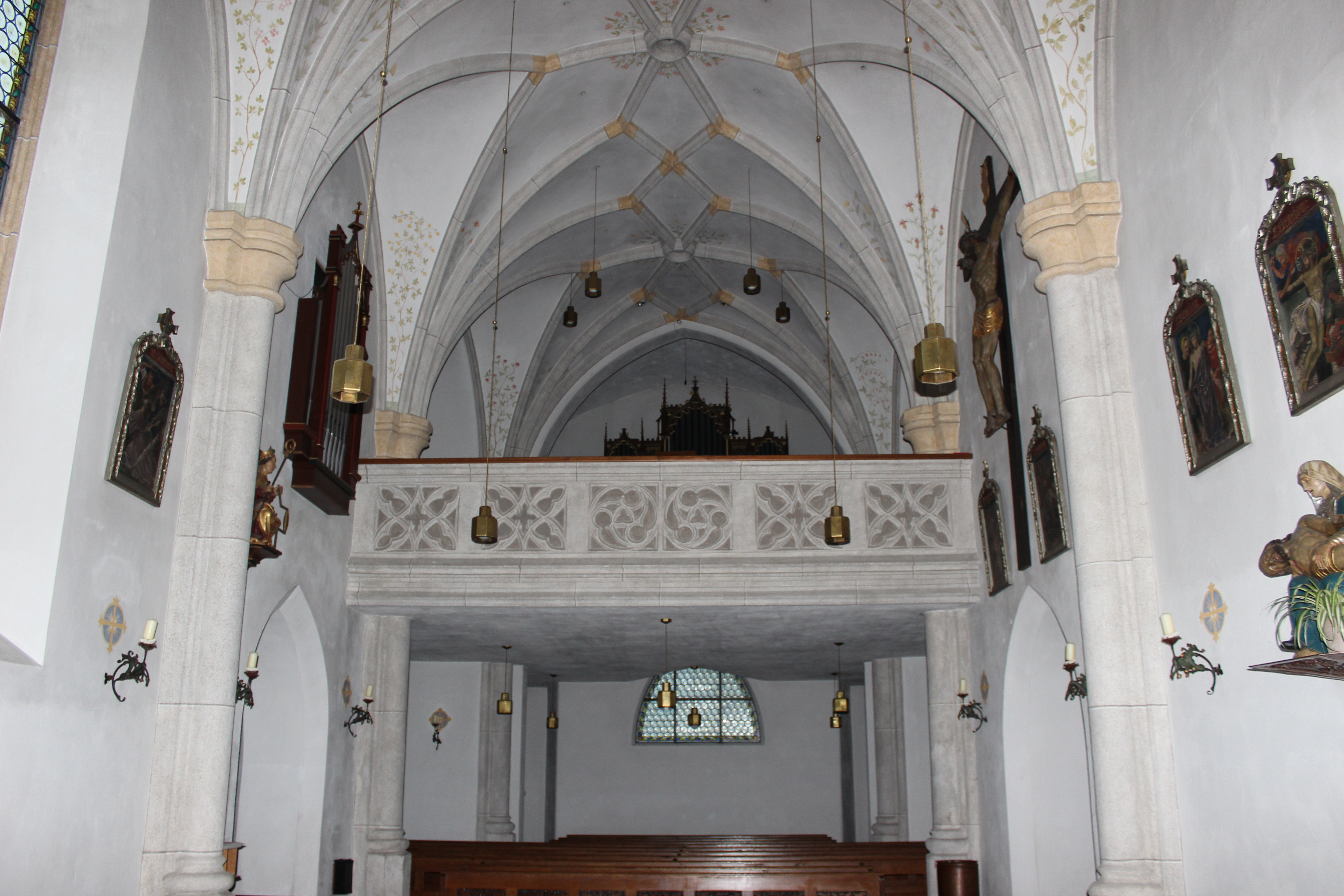
Langhaus, Blick zur Orgelempore

Die römisch-katholische Pfarrkirche Leisach steht an einem steil ansteigenden Schuttkegel mittig im Ort der Gemeinde Leisach im Bezirk Lienz im Bundesland Tirol. Die dem Patrozinium hl. Michael unterstellte Pfarrkirche gehört zum Dekanat Lienz der Diözese Innsbruck. Die Kirche steht unter Denkmalschutz (Listeneintrag).

## Geschichte
Urkundlich wurde 1308 eine Kirche genannt. 1509 wurde ein Altar geweiht. Nach einem Brand 1652 wurde die Kirche durch die Maurermeister Andrä Widmayr und Lorenz Pfaffenebner wiederhergestellt und 1679 geweiht. Nach einem Brand 1809 wurde die Kirche 1826 dem Zeitgeschmack nach renoviert und um ein westliches Joch erweitert. Von 1910 bis 1912 wurde die Kirche durch Pater Johann Maria Reiter regotisiert.
Anfänglich gehört die Kirche zur Pfarre Dölsach, im Mittelalter Kuratie, selbständige Pfarre mit 1891.

## Architektur
Der gotisch wirkende Kirche ist teils von einer hohen Umfassungsmauer umgeben.
Der Kirchenbau unter einem steilen Satteldach zeigt ein Langhaus und Chor in gleicher Breite, die massiven Strebepfeiler sind einfach getreppt und haben abgestufte Sockel. Südseitig ist ein neugotisches Spitzbogenportal mit einem modernen Eingangsvorbau. Nordseitig steht am Übergang von Langhaus zum Chor ein Turm in gotisierenden Formen mit spitzbogigen Schallfenstern und Spitzbogenfensterchen in den Giebelfeldern, er trägt einen achtseitigen Spitzhelm. Nördlich vom Langhaus steht ein einfacher Anbau als Taufkapelle.
Das Kircheninnere zeigt ein einschiffiges vierjochiges Langhaus unter einem Sternrippengewölbe auf Wanddiensten mit Halbkapitellen. Die Empore hat neugotisches Maßwerk. Der Triumphbogen ist spitzbogig. Der Chor mit einem Fünfachtelschluss hat ein Sternrippengewölbe rechts aus der Achse verschoben.

## Ausstattung
Die spitzbogigen Fenster haben Glasmalereien der Tiroler Glasmalerei 1912.

## Einrichtung
Die drei Altäre entstanden nach einem Entwurf von Josef Bachlechner.
Der Hochaltar um 1915 zeigt sich im Aufbau als gotischer Flügelaltar, der Schrein hat ein Relief Anbetung der Könige, es gibt eine überdimensionale Statue des Erzengel Michaels und darüber eine Büste Gottvater mit einer Heilig-Geist-Taube. Die Altarflügel aus 1918 zeigen innen Brotvermehrung, Christus mit Maria Magdalena, und außen Engel. Die Statuen Peter und Paul und im Gespreng und Schreinwächter die Figuren Georg und Florian von Matthias Oberegger um 1860 stammen vom Vorgängeraltar.
An der Wand neben dem Eingang steht eine Statue hl. Erasmus als kärntnerische Arbeit um 1510/1520.
Die Orgel hat ein neugotisches Gehäuse.